# Texas messicano

I confini degli Stati messicani del periodo tra il 1836 ed il 1845

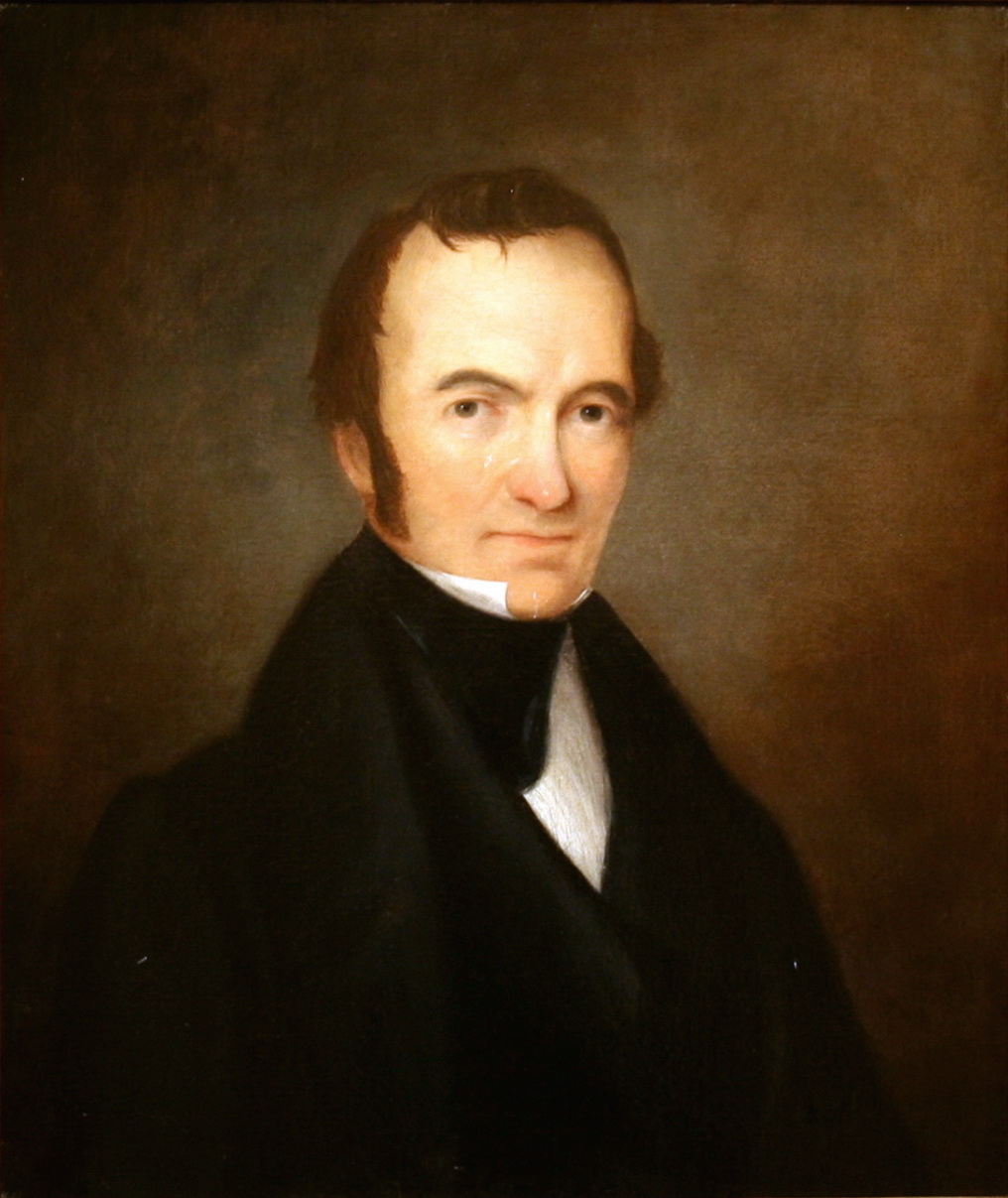
Stephen Fuller Austin, il «padre del Texas»

Il Texas messicano è il nome dato dagli studiosi al periodo della storia del Texas tra il 1821 e il 1836, quando questo Stato apparteneva al Messico.
Nel 1821 la guerra d'indipendenza del Messico pose fine al controllo che la Spagna aveva esercitato sui suoi possedimenti in Nord America, e il nuovo paese del Messico si formò su gran parte delle terre che avevano costituito la Nuova Spagna, tra cui il Texas. La Costituzione del Messico del 1824 unì il Texas con il Coahuila, dando vita al Coahuila y Texas. Il Congresso consentì al Texas la possibilità di formare un proprio Stato «non appena si fosse sentito in grado di farlo».
Nello stesso anno il governo messicano promulgò la Legge Generale sulla Colonizzazione, che permise a tutti i capi di famiglia, senza distinzione né razza né di provenienza, a chiedere un terreno in Messico. Le autorità statali localizzate in Texas non avevano però né uomini né i fondi per proteggere i coloni dalle costanti incursioni dei Comanche e speravano che i coloni potessero controllare gli attacchi, pertanto furono liberalizzate le politiche in materia di immigrazione, permettendo ai coloni statunitensi di migrare in Texas.
La prima concessione a un empresario fu effettuata durante il controllo spagnolo a Moses Austin. Essa passò poi a suo figlio Stephen Fuller Austin, che condusse un gruppo di coloni, noti come Old Three Hundred, a stabilirsi lungo il fiume Brazos nel 1822. La concessione venne successivamente ratificata dal governo messicano Ventitré altri empresarios portarono coloni nello Stato, la maggior parte dei quali provenienti dagli Stati Uniti d'America.
Molti dei coloni americano possedevano schiavi. Al Texas venne accordata un'esenzione quinquennale dall'editto messicano del 1829 che vietava la schiavitù, ma il presidente Anastasio Bustamante ordinò che tutti gli schiavi fossero liberati nel 1830.. Per aggirare la legge molti coloni convertirono quelli di loro proprietà in servi a vita; nonostante il divieto nel 1836 vi erano ancora circa 5.000 schiavi in Texas.
A seguito di numerose offerte da parte degli Stati Uniti per acquistare il Texas, nel 1830 Bustamente dichiarò illegale l'immigrazione di cittadini americani nella regione. Diversi nuovi presidi vennero stabiliti nella regione per controllare l'immigrazione e le attività di controllo alla frontiera. La nuova legislazione introdusse anche dazi doganali, causando malcontento sia tra i cittadini nativi messicani (Tejanos) che tra gli immigrati recenti. Nel 1832 un gruppo di uomini guidò una rivolta contro gli uffici della dogana ad Anahauc. Questo episodio, noto come tumulti di Anahuac, avvenne in concomitanza con una rivolta in Messico contro il presidente in carica. I texani si schierarono con i federalisti contro il governo e scacciarono tutti i soldati messicani dalla zona orientale.
I texani trassero vantaggio della carenza di controllo derivante dalla convenzione del 1832, mobilitandosi per ottenere una maggiore libertà politica. La petizione, tra le altre richieste, domandava che i cittadini americani fossero autorizzati a migrare nella regione e chiedeva uno Stato indipendente per il Texas. L'anno seguente i texani ribadirono le loro richieste nella convenzione del 1833. Dopo aver presentato la loro petizione, il messaggero Stephen Fuller Austin fu imprigionato per i due anni successivi a Città del Messico con l'accusa di tradimento. Anche se il Messico attuò diversi provvedimenti per placare i coloni, l'intenzione di Antonio López de Santa Anna di cambiare lo Stato da modello federalista a centralizzato fornì ai texani un valido motivo per dare inizio alla rivolta, che si concluse con l'indipendenza dello Stato e la proclamazione della Repubblica del Texas.